# Гуснай Юлій
Юлій Гуснай (нар.1893 — пом. ?) — учитель і шкільний інспектор у Берегові, закарпатський політичний і культурний діяч; посол до парламенту в Празі (1929—1935) від соціал-демократичної партії. Автор підручників і керівний діяч Учительської Громади Підкарпатської Руси, по ньому Августин Волошин.